# 575
Раннє Середньовіччя. Триває чума Юстиніана. У Східній Римській імперії продовжується правління Тиберія II. Візантійська імперія контролює значну частину володінь колишньої Римської імперії. Лангобарди частково окупували Італію і утворили в ній Лангобардське королівство. Франкське королівство розділене між синами Хлотара I. Іберію займає Вестготське королівство. В Англії розпочався період гептархії.
У Китаї період Північних та Південних династій. На півдні править династія Чень, на півночі — Північна Чжоу та Північна Ці. Індія роздроблена. В Японії триває період Ямато. У Персії править династія Сассанідів. Степову зону Азії та Східної Європи контролює Тюркський каганат.
На території лісостепової України в VI столітті виділяють пеньківську й празьку археологічні культури. VI століття стало початком швидкого розселення слов'ян. У Північному Причорномор'ї співіснують різні кочові племена, зокрема гуни, сармати, булгари, алани, авари.

## Події
- Франкський король Сігіберт I продовжував наступ на володіння свого брата Хільперіка й захопив Пуатьє і Турне. Однак, його вбили у Вітрі-ан-Артуа найманці Фредегунди.
- Після смерті Сігіберта королем Австразії став його син Хільдеберт II. Регентом за його малоліття стала його мати Брунгільда. Вона звернулася за допомогою до короля Бургундії Гунтрамна, і він усиновив Хільдеберта.
- Вестготи короля Ліувігільда напали на королівство свевів у північно-західній Іспанії. Вестготам дозволено брати дружин із інших народів.
- Розпочався понтифікат 62-го Папи Римського Бенедикта I.